# Néa Filadélfeia (kommunhuvudort)
Néa Filadélfeia är en kommunhuvudort i Grekland.   Den ligger i prefekturen Nomarchía Athínas och regionen Attika, i den sydöstra delen av landet, 6 km norr om huvudstaden Aten. Néa Filadélfeia ligger 105 meter över havet och antalet invånare är 25 734.
Terrängen runt Néa Filadélfeia är kuperad åt nordost, men åt sydväst är den platt.Runt Néa Filadélfeia är det mycket tätbefolkat, med 6 472 invånare per kvadratkilometer. Närmaste större samhälle är Aten, 6,4 km söder om Néa Filadélfeia. Runt Néa Filadélfeia är det i huvudsak tätbebyggt.